# Rod Evans
Rod Evans, född 19 januari 1947 i Eton, Berkshire, är en brittisk sångare. Han fick sitt genombrott som sångare i rockbandet Deep Purples tidigaste uppsättning i slutet på 1960-talet. Han medverkade på albumen Shades of Deep Purple (1968), The Book of Taliesyn (1969), och i viss mån det självbetitlade albumet Deep Purple samma år. Kort efter att sistnämnda album släppts uteslöts han ur gruppen och blev ersatt av Ian Gillan. Enligt andra bandmedlemmar sparkades Evans eftersom Ritchie Blackmore efterlängtade ett hårdare ljud, där Evans popstil inte ansågs lämplig. Enligt basisten Nick Simper, som sparkades samtidigt som Evans, hade bandet redan rekryterat Gillan, och börja spela in material medan Evans befann sig i Amerika.
Han var också sångare i rockbandet Captain Beyond åren 1972–1973. År 1980 gjorde Evans en comeback med en otillåten "återförening" av Deep Purple, där han bland annat framförde material skrivet efter hans avskedande. Upplopp bröt ut på flera spelningar, då själva bandet var en grupp studiomusiker, utan någon koppling till Deep Purple och tidigare kopplat till ett liknande falskt Steppenwolf, och Evans blev stämd av medlemmarna av det äkta bandet, därefter försvann han från musikindustrin, då alla royalties han skulle tjäna i framtiden skulle gå till rättskostnader. Evans, tillsammans med majoriteten av Deep Purple vann en plats i Rock N' Roll Hall of Fame, dock dök Evans inte upp för ceremonin.